# Expansión europea

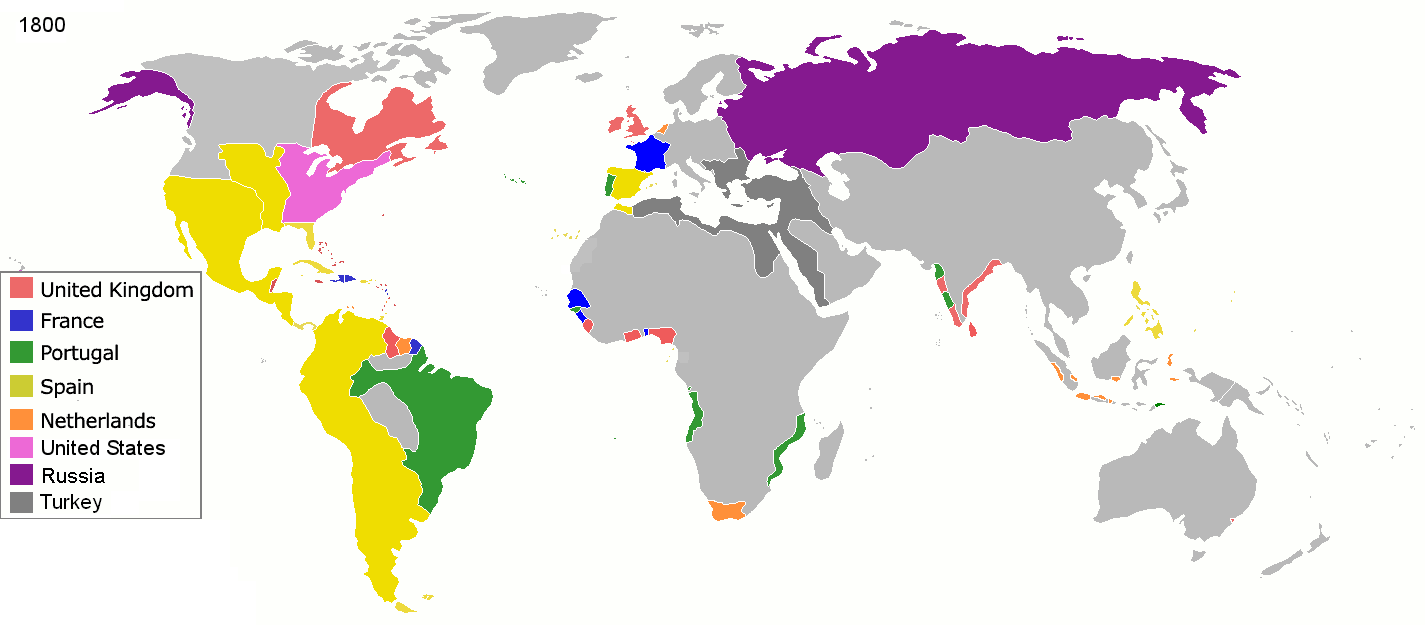
Imperios coloniales en el mundo hacia 1800.

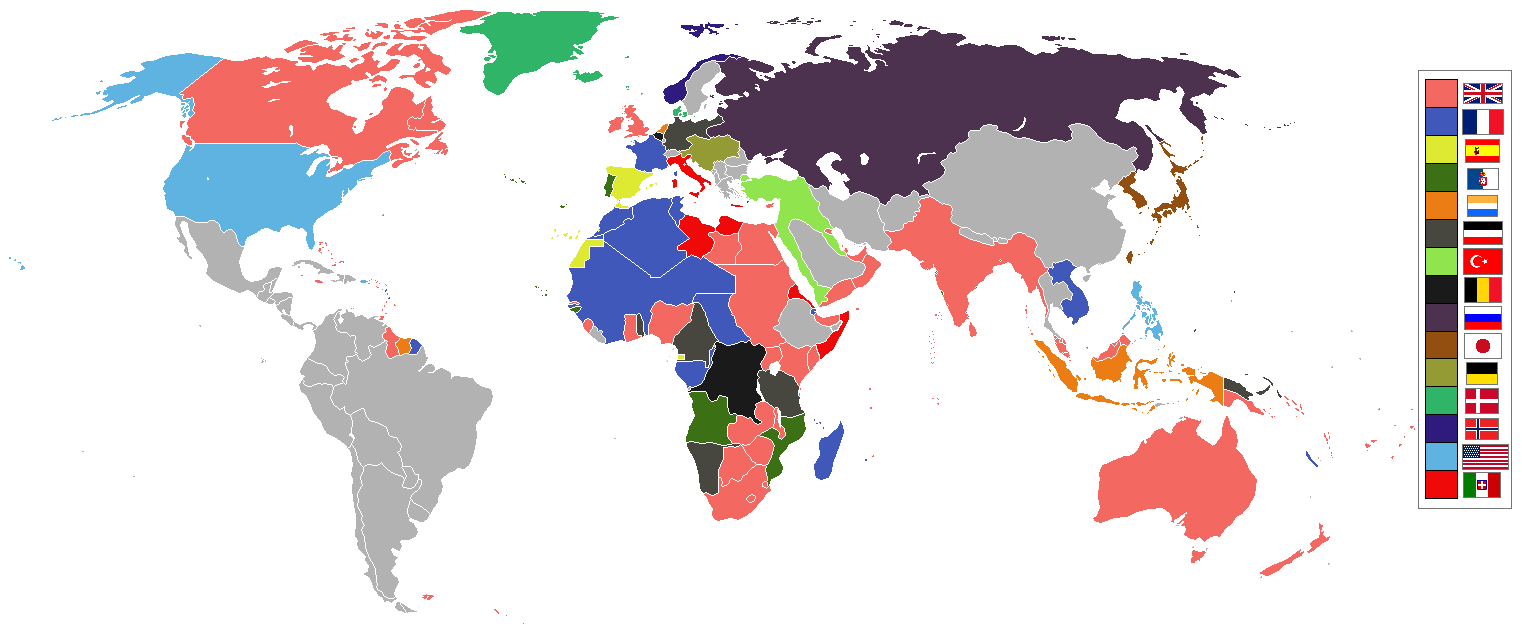
Imperios coloniales en el mundo hacia 1914.

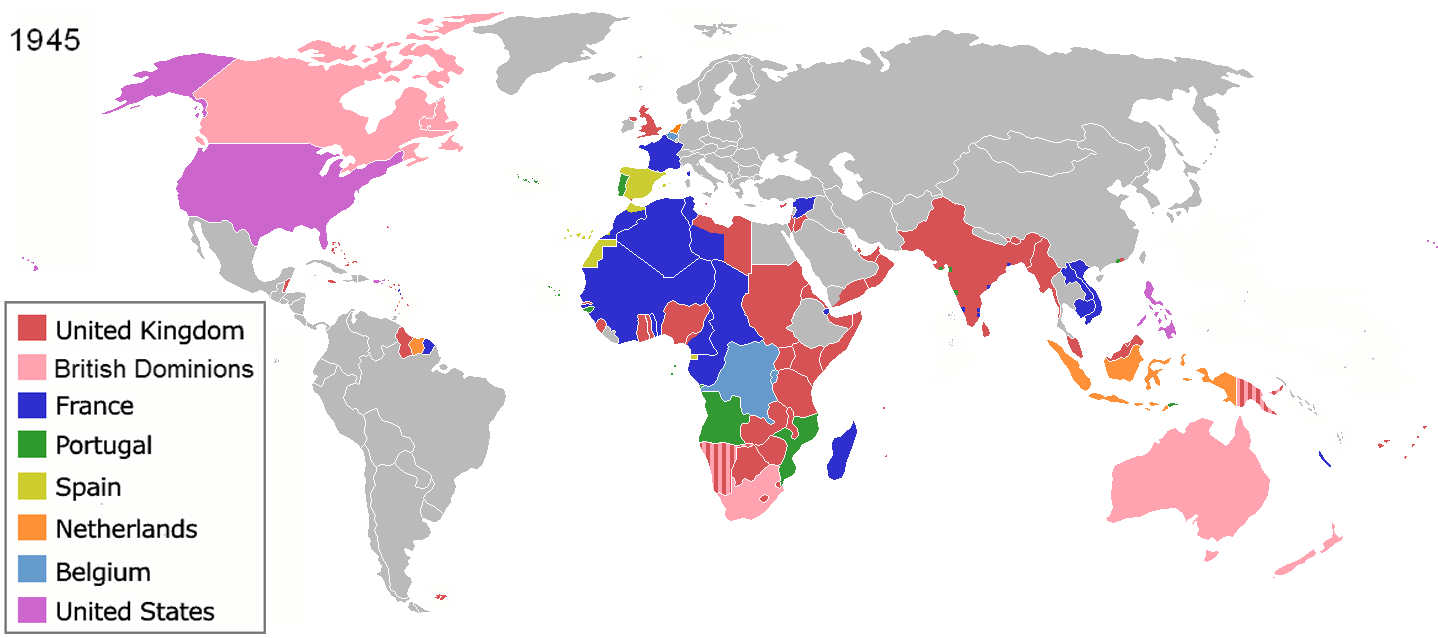
Imperios coloniales en el mundo hacia 1945.

La expansión europea es un concepto historiográfico que se refiere al prolongado ciclo histórico que va desde mediados del siglo XV y a mediados del siglo XVII, caracterizado por la expansión de Europa en todos los ámbitos (geográfico, demográfico, económico, político, ideológico, religioso, cultural, etcétera), de modo que puede identificarse con la imposición de la denominada civilización occidental como una civilización global, el moderno sistema mundial en términos acuñados por Fernand Braudel e Immanuel Wallerstein.
La transición del feudalismo al capitalismo, con su correlato de aplicaciones tecnológicas en muchos casos de origen oriental, pero que en aquel contexto socioeconómico no alcanzaron su potencial transformador (imprenta, pólvora, brújula), fue el proceso fundamental que explica que a finales de la Edad Media los primeros Estados-nación de Europa occidental (primero Portugal y luego Holanda, Francia e Inglaterra) protagonizaran la era de los descubrimientos, continuada a lo largo de la Edad Moderna con la colonización europea de América.
Ya en la Edad Contemporánea, el paso del capitalismo comercial al capitalismo industrial, en el contexto de la Revolución industrial, que convirtió de primero a Inglaterra en el "taller del mundo" y luego se extendió por Europa, permitió la expansión de las potencias europeas (definidas internacionalmente en el concierto europeo postnapoleónico al tiempo que experimentaban la "explosión blanca" -una expansión demográfica sin precedentes-) en la era del imperialismo con la emigración masiva a los "países nuevos" (Australia, Canadá, Estados Unidos, Argentina, etc.), el reparto de África y la colonización o criptocolonización de la mayor parte de Asia (India desde el siglo XVIII, China desde las guerras del opio, 1839-1860), con la notable excepción de Japón, que en la era Meiji abandonó su secular aislamiento para emprender una explícita "occidentalización". La interpretación teórica de este proceso desde el materialismo, fundamental para esa perspectiva intelectual, fue realizada por John A. Hobson (Imperialism, a study, 1902) y Lenin (El imperialismo, fase superior del capitalismo, 1916).
La finalización del ciclo se dio, antes incluso del proceso de descolonización de la segunda mitad del siglo XX, con el denominado "declive de Europa" o incluso "suicidio de Europa" entre la Primera Guerra Mundial (1914-1918) y la Segunda Guerra Mundial (1939-1945) junto con el turbulento periodo de entreguerras. Oswald Spengler escribió a este propósito La decadencia de Occidente (1918-1923).

## Las tres fases
Vista en perspectiva a expansión europea se produjo en tres fases diferenciadas:
- Primera fase, estuvo protagonizada por el imperio español y el imperio portugués y básicamente afectó a América, el Caribe y algunas partes de África. Las áreas de influencia de los dos imperios fueron pactadas mediante el tratado de Tordesillas de 1494.[6] La expansión alcanzada por el imperio español y el portugués capturó la atención de otras potencias como Gran Bretaña, Francia y las Provincias Unidas de los Países Bajos.[6] La entrada de estos otros tres imperios en el Caribe y Norteamérica perpetuó el colonialismo europeo en esas regiones.[6]

- Segunda fase (Asia), comenzó con las campañas de Gran Bretaña en Asia en apoyo de la Compañía Británica de las Indias Orientales.[6] Otros países como Francia, Portugal o los Países Bajos también acometieron operaciones expansivas en Asia.[6]

- Tercera fase (África), esta última ola supuso el reparto de África que se organizó en la conferencia de Berlín de 1884-1885,[6] donde se estableció un reparto pactado del continente africano entre las potencias europeas. Así, vastas regiones de África fueron asignadas a los imperios británico, francés y alemán, así como al reino de Portugal, a Bélgica, al reino de Italia y al reino de España, lo cual configuró la actual división política de África.

Gilmartin explica que estas tres oleadas estaban ligadas a la expansión del capitalismo. La primera oleada estuvo motivada por los cambios ligados al final del feudalismo, mientras que la segunda oleada se debió al expansión del mercantilismo y la industria manufacturera. Mientras que la última oleada solidificó el capitalismo industrial a través de la abertura de nuevos mercados de manufacturas y materias primas. La finalización del ciclo se dio antes incluso del proceso de descolonización de la segunda mitad del siglo XX, con el denominado "declive de Europa" o incluso el "suicidio de Europa" entre la Primera Guerra Mundial (1914-1918) y la Segunda Guerra Mundial (1939-1945), junto con el turbulento período de entreguerras.